# Kirjat Unsdorf
Kirjat Unsdorf nebo jen Unsdorf (hebrejsky: קריית אונסדורף) je městská čtvrť v severozápadní části Jeruzaléma v Izraeli.

## Geografie
Leží v nadmořské výšce přes 750 metrů, cca 3 kilometry severozápadně od Starého Města. Na jihu s ní sousedí čtvrť Romema, na východu Kirjat Belz, na západě Kirjat Matersdorf. Nachází se na okraji vyvýšené planiny, která dál k severu spadá prudce do údolí potoka Sorek, přes které prochází nová dálniční komunikace (západní obchvat města) Sderot Menachem Begin. Populace čtvrti je židovská. Obyvateli jsou ultraortodoxní Židé.